# Обсерватория дель-Эбре
Обсерватория дель-Эбре, ранее Космофизическая обсерватория Эбре (OЭ) — университетский институт и научно-исследовательский центр университета Рамон Луллий (URL). Созданный в 1904 году, находится в муниципалитете Рокетас, в Баш-Эбре.
Он был основан в 1904 году Рикардо Чирера-и-Сальсе и Луисом Родес-и-Кампдера, которые тогда состояли в Обществе Иисуса. Обсерватория посвящена изучению влияния солнечной активности на геофизические явления. Она включает в себя солнечную, магнитную, ионосферную, сейсмическую и метеорологическую секции, которые проводят аэрологические исследования и регистрируют тепловое излучение Солнца и электростатический потенциал атмосферы.
Обсерватория была лидером в области внедрения новых теорий и методов наблюдения за взаимодействием Солнца с Землей, что принесло ей международное признание, однако она сильно пострадала во время гражданской войны в Испании. Иезуит Антони Романа и Пухо (1939—1970) перестроил и расширил обсерваторию. В 1987 году он получил георгиевский крест.
Здания, в которых расположена обсерватория, построены муниципалитетом Рокетас (Баш-Эбре) и внесены в Список архитектурного наследия Каталонии. Это здания разного типа. В плане они бывают квадратными или прямоугольными. Большинство этих зданий небольшие, обычно в один этаж, за исключением зданий, в которых расположены офисы (большинство из них трёхэтажные с плоской крышей), и, в основном, так называемого павильона Ландерера — трёхэтажное здание в замечательном неоклассическом стиле, с псевдородовыми колоннами на входном крыльце и псевдоионными пилястрами по углам.

## Направление работы
Приоритетными направлениями центра являются региональное моделирование геомагнитного поля, изучение изменчивости ионосферы и исследования сейсмического затухания.

## История

### Основание
Обсерватория дель-Эбре (OE) была открыта 8 сентября в 1904 году как учреждение Общества Иисуса, в муниципалитете Рокетас (Бахо Эбро), недалеко от Тортосы, рядом с Малой Семинарией Сан-Хосе. Открытие в качестве научного центра состоялось 30 августа 1905 года, что совпало с полным солнечным затмением.

### Местоположение
Когда были доступны все данные, на основании которых была создана новая обсерватория, было решено выбрать наиболее подходящее место. Место, которое, конечно же, должно было быть далеко от больших городов, чтобы избежать влияния электрического общественного транспорта, и в то же время имело подходящие геологические условия для установки магнитной установки.
Основание Обсерватории привело к решению разделить факультеты философии и теологии, и Общество Иисуса решило переместить первый в загородный дом Сан-Хосе, который находился в Рокетес с 1888 года. В окрестностях этого места, между 1903 годом. и 1904 г. начали возводиться метеорологические, электрические, сейсмические, магнитные и астрофизические павильоны. Аппаратура, необходимая для всех этих наблюдений, была приобретена главным образом во Франции, Англии и Италии.
В то же время началось строительство Химической лаборатории Эбре и Биологического института Эбре, центров, которыми позже руководили Эдуард Витория и Жауме Пуджиула.

### Ранняя деятельность
В течение первых пяти лет, основная деятельность обсерватории сосредоточена на определении координат центра, калибровки различных устройств и, в целом, обеспечении достоверности полученных данных.
В 1916 году компания Cia. де Хесус решила переместить факультеты философии и теологии в Барселону вместе с химической лабораторией и биологическим институтом. Последние два в конечном итоге уступили место нынешнему Химическому институту Саррии (IQS). В то время дом Сан-Хосе использовался как школа для молодых претендентов в Малой семинарии Сан-Хосе. С этого момента единственным научным центром в Рокетесе оставалась обсерватория Эбре, секции которой уже работали на полную мощность : Гелиофизика, посвященная фотографированию и измерению положения солнечных пятен, и Геофизика, сфокусировалась на изучении земного магнетизма, теллурических токов и сейсмических движений, а также метеорологии, которая исследовала электрические и атмосферные явления.
По состоянию здоровья отец Сирера через несколько лет решил передать управление обсерваторией, и в 1920 году его сменил один из его непосредственных сотрудников, отец Луис Родес, который на этом новом этапе провел важные улучшения в помещениях, особенно в сейсмологических.

### Публикации
Распространение всей работы, выполненной Обсерваторией Эбро, осуществлялось через публикацию Boletín Mensual del Observatorio del Ebro, первый выпуск которой вышел в 2010 году. Обсерватория Эбро также отвечал за журнал Ibérica, посвященный «Распространение науки», который публиковался между 1914 и 2005 годами и первоначально руководился отцом Рикардом Чирера-и-Сальсе.